# Ávra (Attique)
Ávra (grec moderne : Αύρα) est une localité située dans le dème de Marathon, dans le district régional d'Attique de l'Est, dans la periphérie d'Attique, en Grèce.
Selon le recensement de 2011, elle compte 191 habitants.